# Urepel
Urepel (tiếng Basque: Urepele) là một xã thuộc tỉnh Pyrénées-Atlantiques trong vùng Nouvelle-Aquitaine miền tây nam nước Pháp.
Vị trí của xã ở tỉnh cũ Lower Navarre.